# Michel Tabachnik
Michel Tabachnik (ur. 10 listopada 1942 w Genewie) – szwajcarski dyrygent i kompozytor.

## Życiorys
Studiował grę na fortepianie, dyrygenturę i kompozycję w konserwatorium w Genewie. W 1964 roku uczestniczył w Międzynarodowych Letnich Kursach Nowej Muzyki w Darmstadcie, gdzie brał udział w panelach Pierre’a Bouleza, Karlheinza Stochkausena i Henriego Pousseura. Był asystentem Igora Markevitcha (1966) i Pierre’a Bouleza (1967–1971). Dyrygował orkiestrą fundacji Gulbenkiana w Lizbonie (1973–1975) i Orchestre Philharmonique de Lorraine w Metzu (1975–1981). Od 1976 do 1977 roku prowadził orkiestrę Ensemble Européen de Musique Contemporaine w Paryżu. Był dyrektorem artystycznym Orchestre des Jeunes de la Méditerranée (1984–2004) i Orchestre des Jeunes w Quebecu (1985–1989). Gościnnie dyrygował orkiestrami m.in. w Berlinie, Amsterdamie, Tokio, Paryżu, Genewie, Lizbonie, Rzymie i Montrealu. Od 1984 do 1991 roku wykładał dyrygenturę na wydziale muzycznym uniwersytetu w Toronto. W latach 1993–2001 był wykładowcą Królewskiego Duńskiego Konserwatorium Muzycznego w Kopenhadze.
Był członkiem sekty Świątynia Słońca i po masowych samobójstwach jej członków w połowie lat 90. XX wieku stanął przed sądem, został jednak uniewinniony od zarzutów.
Zasłynął przede wszystkim jako interpretator muzyki współczesnej, dokonał prawykonań wielu utworów Pierre’a Bouleza, Iannisa Xenakisa, André Boucourechlieva, Gérarda Griseya i swoich własnych. Wykonywał również muzykę kompozytorów z okresu XIX oraz przełomu XIX i XX wieku. Jako kompozytor nawiązywał w swojej twórczości do dorobku Bouleza.

## Wybrane kompozycje
(na podstawie materiałów źródłowych)

### Utwory orkiestrowe
- Supernova na 16 instrumentów (1967)
- Fresque na 33 instrumenty (1969)
- Pastel II (1969)
- Invention à 16 voix na 12 instrumentów (1972)
- Mondes na 2 orkiestry (1972)
- Sillages na smyczki (1972)
- Movimenti na 51 instrumentów (1973)
- Les Imaginaires (1974)
- Les Perseides (1975)
- Cosmogonie pour une rose (1979–1981)
- Koncert fortepianowy (1989)
- Le Cri de Mohim (1990)
- Evocation (1992)

### Utwory kameralne
- Supernovae na duży zespół instrumentalny (1967)
- Pastel I na flet, róg, wiolonczelę, 2 perkusje, harfę i czelestę (1968)
- D’autres Sillages na 8 perkusistów i taśmę (1972)
- Argile na 4 perkusistów (1974)
- 3 Impressions na 9 instrumentów (1975)

### Utwory na fortepian
- Frise (1968)
- Eclipses (1974)

### Utwory wokalno-instrumentalne
- L’arch na sopran i orkiestrę kameralną (1982)
- Le Pacte des Onez na solistów, chóry, orkiestrę i taśmę (1983)
- Evocation na chór i orkiestrę (1994)

### Opera
- La Légende de Haïsha (wyst. Paryż 1989)